# ام‌ای‌سی‌اس ۱-۲۱۲۹
ام‌ای‌سی‌اس ۱–۲۱۲۹ یک کهکشان دیسکی در جهان اولیه است که در سال ۲۰۱۷ توسط تلسکوپ فضایی هابل کشف شد. این کهکشان به عنوان «کهکشان مرده» توصیف شده‌است؛ زیرا تولد ستاره‌های جدید در آن متوقف شده‌است.